# Pontifício Colégio Etíope
O Pontifício Colégio Etíope (em italiano:  Pontificio Collegio Etiopico) é um seminário da Igreja Católica fundado na Cidade do Vaticano em 1481 para a educação e preparação de jovens aspirantes ao sacerdócio provenientes da Etiópia e da Eritreia.

## História
O Pontifício Colégio Etíope foi fundado pelo Papa Sisto IV em 1481 para acolher os monges provenientes da Abissínia, que chegaram a Roma pela primeira vez em 1351. A primeira igreja que lhes foi confiada foi construída perto da Basílica de São Pedro, nos Jardins do Vaticano, sob o nome de Santo Estêvão dos Abissínios. Quando foi o Colégio foi inaugurado, seis etíopes chegaram como embaixadores acompanhados por João Batista de Ímola.
Sob o papado de Leão X, a Igreja de Santo Estêvão dos Abissínios foi transformada em mosteiro para acomodar monges abissínios para treinarem monges etíopes e tornar a igreja etíope conhecida na Europa. Em 1513, pela primeira vez, os salmos foram impressos na língua ge'ez, a língua eclesiástica da Igreja Católica Etíope.
Em 1919, os edifícios foram transformados para acomodar jovens seminaristas vindos da Etiópia e não mais peregrinos, até que em 1977, o Colégio foi transformado para acomodar sacerdotes da Etiópia e da Eritreia, que vêm a Roma para obter mestrado ou doutorado. Em 1928, o Papa Pio XI atribuiu ao Colégio um novo e maior local nos Jardins do Vaticano e encomendou ao arquiteto Giuseppe Momo a construção do edifício atual, inaugurando-o em 1930 e conferindo-lhe o status de Seminário Pontifício. O edifício original do Pontifício Colégio Etíope foi demolido na década de 1930, com exceção da igreja de Santo Estêvão dos Abissínios, que foi reformada.
De 1919 até 1970, o Pontifício Colégio Etíope foi dirigido por frades capuchinhos de diferentes nacionalidades, de 1970 a 1999 foi dirigido pelos cistercienses da Abadia de Casamari, de 1999 a 2003 esteve sob a direção dos sacerdotes diocesanos, depois, de 2003 a 2012 foi dirigido pelos lazaristas e desde 2012 é dirigido por frades menores capuchinhos da Eritreia e da Etiópia.

## Organização
O reitor é nomeado pelas Conferências Episcopais da Etiópia e Eritreia, que se reúne no Colégio, pela Congregação dos Lazaristas e pelo Dicastério para as Igrejas Orientais. Atualmente, o Pontifício Colégio Etíope acolhe 21 seminaristas (14 etíopes e 7 eritreus), embora a capacidade máxima seja de 25 estudantes. Os professores do Colégio são clérigos da Etiópia e da Eritreia que ensinam o rito da Igreja Católica Etíope, embora os residentes também possam celebrar a liturgia em rito latino por motivos pastorais. As línguas oficiais e de ensino são a língua amárica e o tigrínia. Três freiras indianas da Congregação da Pequena Flor de Betânia e outros três funcionários cuidam dos cuidados da casa.
O clero e os seminaristas do colégio cuidam da congregação etíope-eritreia da antiga igreja titular de São Tomé em Parione, em Roma, em regime de meio período. Lá, a Santa Missa é celebrada de acordo com o rito latino. Já na pequena igreja universitária de Santo Estêvão dos Abissínios, são celebrados serviços no rito etíope.